# Мерида (Венесуела)
Мерида (ісп. Mérida, повна назва: ісп. Santiago de los Caballeros de Mérida) — місто на заході Венесуели. Столиця і найбільше місто штату Мерида.
Населення понад 250 тис. жителів, з передмістями — понад 500 тис.

## Географія
Місто розташоване в гірській долині на висоті 1630 м між хребтами, що входять в гірську систему Кордильєра-де-Мерида (частина Анд). Місце розташування найвисокогірнішої (найвища точка 4765 м) і другої за довжиною у світі (12,5 км) канатної дороги Teleférico de Mérida, з якої відкривається вид на Піко-Болівар.

### Клімат
Мерида знаходиться у зоні, котра характеризується морським кліматом. Найтепліший місяць — квітень із середньою температурою 21.1 °C (70 °F). Найхолодніший місяць — січень, із середньою температурою 19.4 °С (67 °F).
| Клімат Мериди           | Клімат Мериди | Клімат Мериди | Клімат Мериди | Клімат Мериди | Клімат Мериди | Клімат Мериди | Клімат Мериди | Клімат Мериди | Клімат Мериди | Клімат Мериди | Клімат Мериди | Клімат Мериди | Клімат Мериди |
| Показник                | Січ.          | Лют.          | Бер.          | Квіт.         | Трав.         | Черв.         | Лип.          | Серп.         | Вер.          | Жовт.         | Лист.         | Груд.         | Рік           |
| Абсолютний максимум, °C | 32            | 36            | 35            | 37            | 36            | 34            | 33            | 36            | 35            | 32            | 33            | 32            | 37            |
| Середній максимум, °C   | 23            | 23            | 24            | 24            | 24            | 24            | 25            | 25            | 25            | 24            | 24            | 22            | 24            |
| Середня температура, °C | 19            | 20            | 20            | 21            | 21            | 21            | 20            | 21            | 21            | 20            | 20            | 19            | 20            |
| Середній мінімум, °C    | 15            | 15            | 16            | 17            | 17            | 17            | 16            | 17            | 17            | 16            | 16            | 15            | 16            |
| Абсолютний мінімум, °C  | 8             | 6             | 8             | 8             | 8             | 10            | 7             | 11            | 8             | 12            | 5             | 4             | 4             |
| Норма опадів, мм        | 40            | 50            | 50            | 170           | 230           | 160           | 130           | 140           | 190           | 260           | 190           | 80            | 1720          |
| Днів з опадами          | 8             | 8             | 11            | 16            | 20            | 16            | 18            | 18            | 19            | 19            | 16            | 10            | 179           |
| Вологість повітря, %    | 65            | 65            | 70            | 75            | 75            | 70            | 70            | 70            | 70            | 70            | 75            | 70            | 70.4          |
| ----------------------- | ------------- | ------------- | ------------- | ------------- | ------------- | ------------- | ------------- | ------------- | ------------- | ------------- | ------------- | ------------- | ------------- |
| Джерело: Weatherbase    |               |               |               |               |               |               |               |               |               |               |               |               |               |

## Історія
Перший раз Мериду було заснована нелегально 9 жовтня 1558 році іспанцем Хуаном Родрігесом Суаресом, який назвав поселення Сантьяго-де-Лос-Кабальєрос-де-Мерида. Через відсутність дозволу іспанської корони на будівництво міста Суарес був заарештований і відправлений до Боготи. Напередодні винесення смертного вироку іспанець зник і сховався в Трухільйо (Венесуела), де отримав політичний притулок. Другий засновник Мериди, Хуан де Мальдонадо, володів необхідним дозволом.
Мерида, що знаходиться в оточенні гір, довгий час була провінційним містом. За кілька століть сталося всього кілька знаменних подій: сильний землетрус 1812 року і дворазовий візит Симона Болівара по дорозі в Колумбію та при поверненні до Каракасу.

## Особливості
- Мерида — університетське місто, де навчається близько 40 000 студентів.
- У місті налічується 28 міських парків. Більше, ніж в будь-якому іншому місті Венесуели.
- Канатна дорога Мериди — найвисокогірніша канатна дорога планети протяжністю 12,6 км, починається від центру міста і тягнеться до вершини другого за висотою піку Венесуели — Еспехо (4765 м).
- У лютому щороку в місті проводиться міжнародний фестиваль культури Ферія дель Соль, програма якого включає бої биків, виставки, концерти, паради, спортивні змагання та обрання «Королеви Сонця».

## Відомі люди
- Хуан Фелікс Санчес (Juan Félix Sánchez) — митець
- Стефанія Фернандес (Stefanía Fernández) — міс світу 2009
- Міхаель Хаймес-Руїс (Mikhael Jaimez-Ruiz) — футболіст
- Ігнасіо Андраде — президент Венесуели
- Мар'яно Пікон Салас (Mariano Picón Salas) — письменник